# Kolešov
Kolešov (en allemand : Koleschau) est une commune du district de Rakovník, dans la région de Bohême-Centrale, en République tchèque. Sa population s'élevait à 156 habitants en 2020.

## Géographie
Kolešov se trouve à 7 km à l'est-sud-est de Kryry, à 18 km à l'ouest-nord-ouest de Rakovník et à 67 km à l'ouest-nord-ouest de Prague.
La commune est limitée par Kryry à l'ouest et au nord, par Hořovičky à l'est et au sud, et par Petrohrad au sud-ouest.

## Histoire
La première mention écrite de la localité date de 1319.